# 8Ball
8Ball er en dansk musiktrio bestående af Ronnie Lennett, David Bertelsen og Jakob Hammer. De brød igennem med hittet "Klunker" i 2009. I 2013 udgav de singlen "Gustav" i samarbejde med Gustav Salinas, som blev et stort hit. Teksterne i deres sange bærer præg af humor med et seksuelt indhold.

## Diskografi

### Albums
- Greatest Tits (2013)

### Singler
- "Klunker" (2009)
- "Lady Gokker" (2009)
- "Vi Ta'r Guldet Med Hjem" (2010)
- "Julekugler" (2010)
- "Strapon Man" (2011)
- "Sommercrush" (2011)
- "Din Søster" (2012)
- "Gustav" (feat. Gustav) (2013)
- "Tour de France" (2013)
- "Klunker 13'" (2013)
- "Gustavs Jul" (feat. Gustav) (2013)
- "Fisk" (2014)
- "Ædru I Morgen" (2015)
- "Vegetar" (2018)
- "Knep dig selv" (2020)